# 大本寅治郎

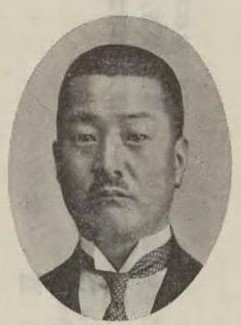
大本 寅治郎

大本 寅治郎（おおもと とらじろう、1887年7月21日 - 1961年9月25日）は、日本の発明家、実業家。妻・フサは樽井藤吉の長女。
機械式計算機である「タイガー計算器」を発明した。

## 経歴
広島県深安郡出身。岡山紡績株式会社鉄工部の見習工となり、備前紡績株式会社鉄工部、神戸湊川川上鉄工所、大阪府下稻畑染工場鉄工所、大阪府下毛斯綸紡織株式会社鉄工部、大阪砲兵工廠火砲第一工場などに勤務した。明治38年（1905年）に大阪府西成郡豊崎村本庄（現・大阪市北区）において共同経営において鉄工業を創設した。
大正元年（1912年）に鉄工業を合意解散し、西成郡豊崎村南濱に個人経営において大本鉄工業を創始し、機械の製作販売を行う。大正6年（1917年）に大阪市北区富田町に工場を増設した。大正8年（1919年）に大阪府西成郡鷺洲町海老江（現・大阪市福島区）に工場を新設し、2つの工場を移管統括した。
大正12年（1923年）3月に機械式計算機を完成させて発表。大本寅治郎の「寅」をとり、「虎印計算器」と命名した。
会社を興してから、岡山市大工町高畑梅塾夜間部普通科を卒業し、山田千倉に就き機械学を学んだ。また、大阪私立関西商工学校夜間部機械科を卒業した。
昭和5年（1930年）にタイガー計算器株式会社を設立し、本社を大阪市西淀川区海老江4丁目に置く。
1940年に緑綬褒章、1950年に藍綬褒章を受章。

## 特許
- 特許第73561号 計数器
- 特許第91504号 廻転計算器ニ於ケル廻転表示ノ桁送リ装置
- 特許第91708号 廻転計算器ニ於ケル廻転表示輪ノ廻転装置